# Kolponomos
Kolponomos — рід викопних хижих ссавців з підродини Amphicynodontinae (морські ведмеді) родини Ведмедеві. Складався з 2 видів. Існував з раннього міоцену (20 млн років тому). Назва складається з грецьких слів κόλπος  — «затока» і νομός — «житло».

## Дослідження

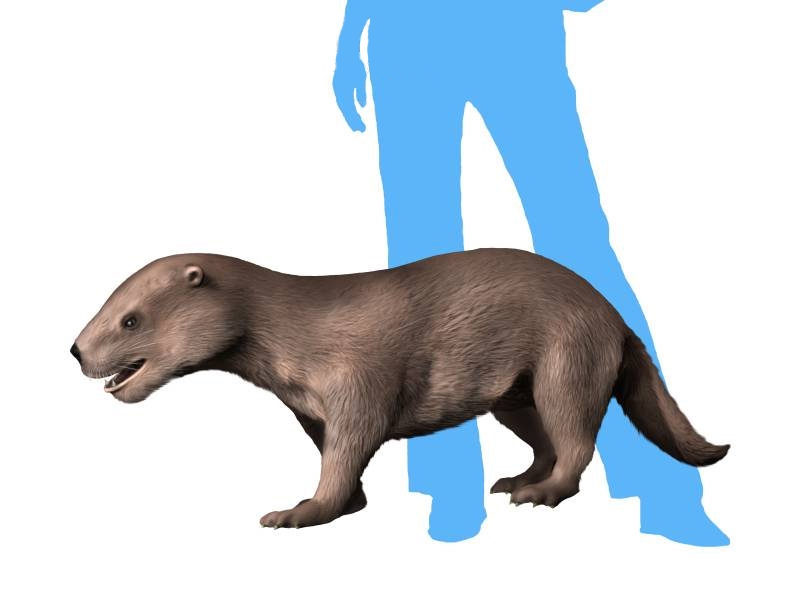
Художня реконструкція Kolponomos newportensis як видроподібного

Вперше описано в 1960 році палеонтологом Рубеном Стиртоном з Американського музею природної історії, за частково збереженим черепом і нижньою щелепою, знайденими на півострові Олімпік (штат Вашингтон). Стиртон відніс його до родини Ракунових.
У 1969 і 1977 роках близько Ньюпорта (штат Орегон) було знайдено майже повний череп — це дало змогу зробити висновок про те, що Kolponomos належать до родини ведмедевих.

## Опис
Мали морду, спрямовану донизу, вузьку, довгу нижню щелепу і широкі моляри. Очі спрямовані вперед, мали стререоскопічний зір. М'язи шиї були великими. Кістки ніг масивні. Втім загальний вигляд є гіпотетичним з огляду на те, що повний скелет цих тварин на тепер не було знайдено.

## Спосіб життя
Мешкали на мілині та середній глибині. Живилися морськими безхребетними з твердими мушлями і панцирами.
Kolponomos відривали молюсків, підчіплюючи їх своєю потужною і довгою нижньою щелепою, а потім, киваючи головою вгору-вниз, заганяли їх глибше до рота, де розколювали корінними зубами.

## Розповсюдження
Мешкали у Північній Америці — від сучасного штату Орегон до Алеутських островів. Зникли внаслідок кліматичних змін та полювання на них людей.